# Trường Đại học Tài nguyên và Môi trường Hà Nội
Trường Đại học Tài nguyên và Môi trường Hà Nội (Hanoi University of Natural Resources and Environment; viết tắt: HUNRE), là một trường Đại học công lập tại Hà Nội, trực thuộc Bộ Nông nghiệp và Môi trường và chịu sự quản lý nhà nước về giáo dục của Bộ Giáo dục và Đào tạo. Trường đạt chuẩn 4 sao theo định hướng ứng dụng trên hệ thống xếp hạng đối sánh chất lượng đại học UPM (University Performance Metrics) . Đây là trung tâm nghiên cứu, bồi dưỡng nguồn nhân lực chất lượng cao với trình độ đại học và sau đại học cho các chuyên ngành kinh tế, kỹ thuật, môi trường, khí hậu, biển - hải đảo, trắc địa - bản đồ, đất đai, địa chất, khí tượng, thủy văn,... phục vụ cho lĩnh vực tài nguyên môi trường của đất nước. Trường đang tích cực xây dựng đề án phát triển trở thành trường đại học trọng điểm quốc gia.

## Lịch sử hình thành & phát triển
Trường Đại học Tài nguyên và Môi trường Hà Nội được thành lập theo Quyết định số 1583/QĐ-TTg ngày 23 tháng 8 năm 2010 của Thủ tướng Chính phủ trên cơ sở nâng cấp Trường Cao đẳng Tài nguyên và Môi trường Hà Nội. Nhà trường có truyền thống đào tạo hơn 60 năm, tiền thân là Trường Sơ cấp Khí tượng. Đến nay, Trường là cơ sở đào tạo đa ngành với nhiệm vụ đào tạo nguồn nhân lực chất lượng cao phục vụ cho quản lý Nhà nước về lĩnh vực Tài nguyên và Môi trường ở trình độ đại học, sau đại học từ cấp Trung ương đến địa phương, các doanh nghiệp đến cộng đồng.
Trường Đại học Tài nguyên và Môi trường Hà Nội là cơ sở giáo dục đại học công lập thuộc hệ thống giáo dục quốc dân, trực thuộc Bộ Tài nguyên và Môi trường, chịu sự quản lý quản lý Nhà nước về giáo dục và đào tạo của Bộ Giáo dục và đào tạo, có tư cách pháp nhân, có con dấu và tài khoản riêng.
Từ năm 1955 đến năm 2020, Nhà trường đã đào tạo trên 23.000 Kỹ sư, Cử nhân, Trung cấp chuyên nghiệp, Sơ cấp và Công nhân kỹ thuật các ngành: Khí tượng, Thủy văn, Đo đạc bản đồ, Quản lý đất đai, Kỹ thuật môi trường, Quản lý môi trường, Trắc địa – Bản đồ, Địa chính, Tin học...cho đất nước với: 14 khóa sơ cấp, 45 khóa trung cấp, 16 khóa cao đẳng, 27 khóa chuyên tu đại học, 8 khóa đại học liên thông, 9 khóa đại học chính quy, 4 khóa thạc sĩ sau đại học.
Các mốc lịch sử quan trọng của quá trình hình thành và phát triển:
- Năm 1955 - 2005: Trường Cán bộ Khí tượng Thủy văn Hà Nội: Trường Cao đẳng Khí tượng thủy văn Hà Nội được thành lập theo Quyết định số 721/QĐ-BGD&ĐT ngày 19 tháng 2 năm 2001 của Bộ trưởng Bộ Giáo dục và Đào tạo với tiền thân là Trường Sơ học Khí tượng (1955-1960), Trường Trung cấp Khí tượng (1961-1966), Trường cán bộ khí tượng (1967-1976), Trường cán bộ Khí tượng thủy văn (1976-1994), và Trường cán bộ Khí tượng thủy văn Hà Nội (1994-2001).
- Năm 1955 - 1960: Trường Sơ học Khí tượng
- Năm 1961 - 1966: Trường Trung cấp Khí tượng
- Năm 1967 - 1976: Trường Cán bộ Khí tượng
- Năm 1976 - 1994: Trường Cán bộ Khí tượng Thủy văn
- Năm 1994 - 2001: Trường Cán bộ Khí tượng Thủy văn Hà Nội
- Năm 2001 - 2005: Trường Cao đẳng Khí tượng Thủy văn Hà Nội
- Năm 1971 - 2005: Trường Trung học Địa chính Trung ương I: được đổi tên từ Trường Trung học địa chính I (Quyết định số 179/2001/QĐ-TCĐC, ngày 6 tháng 6 năm 2001 của Tổng cục Địa chính), tiền thân là Trường Trung cấp Đo đạc và Bản đồ thành lập năm 1971.
- Ngày 01/9/1971: Trường Trung học Đo đạc và Bản đồ
- Năm 2001: Đổi thành Trường Trung học Địa chính Trung ương I
- Năm 2005 - 2010: Trường Cao đẳng Tài nguyên và Môi trường Hà Nội được thành lập theo Quyết định số 2798/QĐ-BGD&ĐT ngày 1 tháng 6 năm 2005 của Bộ trưởng Bộ Giáo dục và Đào tạo trên cơ sở hợp nhất Trường Cao đẳng Khí tượng thủy văn Hà Nội và Trường Trung học địa chính Trung ương I.
- Ngày 23/08/2010: Trường Đại học Tài nguyên và Môi trường Hà Nội (theo Quyết định 1583/2010/QĐ TTg, ngày 23/08/2010 của Thủ tướng Chính phủ).
- Ngày 9/4/2018: Thành lập Phân hiệu Trường Đại học Tài nguyên và Môi trường Hà Nội tại tỉnh Thanh Hóa, có địa chỉ tại số 04 - Trần Phú, phường Ba Đình, Thị Xã Bỉm Sơn, tỉnh Thanh Hóa.[4]

Mục tiêu phát triển
- Xây dựng và phát triển Trường Đại học Tài nguyên và Môi trường Hà Nội trở thành cơ sở đào tạo nguồn nhân lực chất lượng cao các lĩnh vực tài nguyên và môi trường; đáp ứng được yêu cầu công tác quản lý, thực hiện các nhiệm vụ chuyên môn, nghiên cứu ứng dụng, chuyển giao công nghệ và nhu cầu phát triển kinh tế - xã hội; đến năm 2035, trở thành trường đại học trọng điểm quốc gia trong lĩnh vực tài nguyên và môi trường theo định hướng ứng dụng.

## Cơ sở vật chất
Tổng diện tích đất: 68.858 m²

### Trụ sở chính
Số 41A, đường Phú Diễn, phường Phú Diễn, quận Bắc Từ Liêm, Thành phố Hà Nội.
- Số chỗ ở ký túc xá sinh viên: Hơn 2000 chỗ ở
- Hai trung tâm thông tin khoa học, thư viện (thư viện truyền thống và thư viện điện tử).[5][6]

Cơ sở phụ: Số 38, đường 69, phường Đức Thắng, quận Bắc Từ Liêm, Thành phố Hà Nội.

### Phân hiệu
Số 04, đường Trần Phú, phường Ba Đình, thị xã Bỉm Sơn, tỉnh Thanh Hóa. 

### Cơ sở II (Dự án)
Khu đô thị dịch vụ Vĩnh Kiều, phường Đồng Nguyên, Thành phố Từ Sơn, tỉnh Bắc Ninh.
Quy mô của trường rộng trên 13 ha, sẽ đào tạo hơn 15000 sinh viên và 600 cán bộ giảng viên. Tổng mức đầu tư của dự án là trên 800 tỷ đồng. Trường Đại học Tài nguyên và Môi trường đã có chủ trương đầu tư được phê duyệt.

## Thành tích
- Năm 2003: Huân chương Lao động Hạng Nhì
- Năm 2005: Huân chương Lao động Hạng Nhì
- Năm 2010: Huân chương Lao động Hạng Nhất[10][11]
- Năm 2012: Huân chương Hữu nghị của Nhà nước CHDCND Lào trao tặng[12]
- Năm 2014: Huân chương Lao động Hạng Ba
- Năm 2015: Huân chương Lao động Hạng Nhì[13]
- Năm 2020: Huân chương Lao động Hạng Nhì[14][15]

## Ngành đào tạo

### Đại học
| STT | Tên ngành                               |
| --- | --------------------------------------- |
| 1   | Kinh tế tài nguyên thiên nhiên          |
| 2   | Công nghệ thông tin                     |
| 3   | Bất động sản                            |
| 4   | Biến đổi khí hậu và phát triển bền vững |
| 5   | Marketing                               |
| 6   | Ngôn ngữ Anh-Trung                      |
| 7   | Luật                                    |
| 8   | Quản lý đất đai                         |
| 9   | Kế toán                                 |
| 10  | Quản trị kinh doanh                     |
| 11  | Quản trị khách sạn                      |
| 12  | Quản trị dịch vụ du lịch và lữ hành     |
| 13  | Logistic và quản lý chuỗi cung ứng      |
| 14  | Quản lý tài nguyên và môi trường        |
| 15  | Công nghệ kỹ thuật môi trường           |
| 16  | Đảm bảo chất lượng và an toàn thực phẩm |
| 17  | Sinh học ứng dụng                       |
| 18  | Quản lý tài nguyên nước                 |
| 19  | Quản lý biển                            |
| 20  | Khí tượng và khí hậu học                |
| 21  | Kỹ thuật trắc địa bản đồ                |
| 22  | Thủy văn học                            |
| 23  | Kỹ thuật địa chất                       |

### Liên thông Đại học
1. Quản lý đất đai
2. Quản lý tài nguyên môi trường
3. Công nghệ kĩ thuật môi trường
4. Công nghệ thông tin
5. Kế toán
6. Khí tượng học
7. Kỹ thuật Trắc địa - Bản đồ
8. Thủy văn

### Cao học - Thạc Sĩ
1. Khoa học môi trường
2. Kỹ thuật Trắc địa - Bản đồ
3. Thủy văn học
4. Quản lý đất đai
5. Quản lý Tài nguyên và Môi trường
6. Khí tượng và khí hậu học
7. Kế toán (Chuyên ngành: Kế toán - Kiểm toán & Phân tích tài chính).
8. Quản lý biển đảo và đới bờ
9. Biến đổi khí hậu và Phát triển bền vững

### Tiến sĩ
1. Khoa học Môi trường

## Giải thưởng trong các kỳ thi
- Giải Đặc biệt Olympic tiếng Anh chuyên toàn quốc 2019[16]
- Giải Khuyến khích cuộc thi Sinh viên Nghiên cứu Khoa học Euréka lần 22 năm 2020[17][18]
- Top 26 dự án xuất sắc nhất cuộc thi Hành động vì trái đất - Chung kết chương trình thử thách các nhà lãnh đạo môi trường trẻ toàn cầu 2022 (GLS) do Quỹ Hemisphere Foundation - Tổ chức phi chính phủ của Singapore tổ chức.[19][20][21]

## Các Khoa, Bộ môn
1. Khoa Môi trường
2. Khoa Khí tượng, Thủy văn
3. Khoa Quản lý Đất đai
4. Khoa Trắc địa - Bản đồ và thông tin địa lý
5. Khoa Kinh tế Tài nguyên và Môi trường
6. Khoa Địa chất
7. Khoa Tài nguyên nước
8. Khoa Công nghệ thông tin
9. Khoa Lý luận chính trị
10. Khoa Khoa học Đại cương
11. Khoa Giáo dục thường xuyên
12. Khoa Khoa học Biển và Hải đảo
13. Bộ môn Biến đổi khí hậu và Phát triển bền vững
14. Bộ môn Giáo dục thể chất và Giáo dục Quốc phòng - An ninh
15. Bộ môn Ngoại ngữ

## Các Trung tâm, Viện
- Viện Nghiên cứu Tài nguyên và Biến đổi khí hậu
- Trung tâm Đào tạo nghiệp vụ và Bồi dưỡng cán bộ công chức
- Trung tâm Hợp tác đào tạo và Hướng nghiệp sinh viên
- Trung tâm Thư viện và Công nghệ thông tin[5]
- Trung tâm Tư vấn và Dịch vụ Tài nguyên – Môi trường
- Trung tâm Dịch vụ trường học
- Trung tâm Giáo dục thường xuyên

## Lãnh đạo qua các thời kỳ
Chủ tịch Hội đồng trường
- GS.TS Huỳnh Thị Lan Hương (Chủ tịch Hội đồng trường, đương nhiệm)
- PGS.TS Hoàng Anh Huy (2020 - 2022)
- TS. Nguyễn Bá Dũng ( 2015-2020)

Hiệu trưởng
- PGS.TS. Hoàng Anh Huy (Hiệu trưởng, đương nhiệm)
- TS. Vũ Danh Tuyên (Phó hiệu trưởng, đương nhiệm)
- PGS.TS. Lê Thị Trinh (Phó hiệu trưởng, đương nhiệm)
- NGƯT. PGS.TS. Hoàng Ngọc Quang (Nguyên Hiệu trưởng, 2010 - 2014)
- NGƯT. PGS. TS. Nguyễn Ngọc Thanh (Nguyên Hiệu trưởng, 2015 - 2019)
- NGƯT. PGS.TS. Phạm Quý Nhân (Nguyên Phó Hiệu trưởng)
- NGƯT. PGS.TS. Trần Duy Kiều (Nguyên Phó Hiệu trưởng)
- NGƯT. TS. Phạm Doãn Mậu (Nguyên Phó Hiệu trưởng)
- TS. Phạm Văn Khiên (Nguyên Phó Hiệu trưởng)